# Probabilistisch netwerk

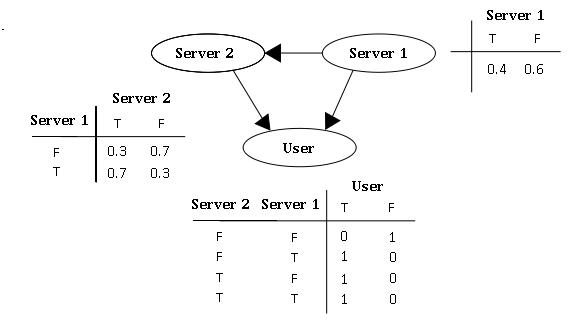
een representatie van een probabilistisch netwerk

Een probabilistisch netwerk (synoniemen: bayesiaans netwerk (Engels: Bayesian network, belief network)) is een datastructuur die gebruikt wordt om probabilistische redeneringen (of abstracter gezien kansverdelingen) te modelleren. Het is een gerichte acyclische graaf waarin de knopen (vertices) proposities/gebeurtenissen beschrijven, en de kanten (arcs) de relaties ertussen. Meestal wordt de richting van de kant gezien als een (bijna) oorzakelijk verband tussen de verschillende gebeurtenissen, dit is echter niet een noodzakelijkheid. Wel is de oorzakelijke interpretatie vaak een goede intuïtieve manier om (voor het eerst) een probabilistisch netwerk te lezen. Bij de knopen horen inschattingsfuncties. De wortel(s) van de graaf hebben inschattingsfuncties die vertellen hoe vaak ze optreden. Knopen met ouders hebben inschattingsfuncties die vertellen wat de kans is dat de bijbehorende gebeurtenissen optreden, gegeven de verschillende mogelijke configuraties van hun ouders. 